# Lançon (Ardenas)
Lançon é uma comuna francesa na região administrativa de Grande Leste, no departamento Ardenas. Estende-se por uma área de 8,2 km². Em 2010 a comuna tinha 34 habitantes (densidade: 4,1 hab./km²).